# Sporodictyon minutum
Sporodictyon minutum är en svampart som tillhör divisionen sporsäcksvampar, och som beskrevs av S.Savi och Leif Tibell. Sporodictyon minutum ingår i släktet Sporodictyon, och familjen Verrucariaceae. Arten är reproducerande i Sverige.